# Ravi Varma
Raja Ravi Varma (ur. 29 kwietnia 1848 w Kilimanoor, zm. 2 października 1906 tamże) – indyjski malarz, uznawany za najważniejszego XIX-wiecznego malarza Indii.

## Życiorys
Jako jeden z pierwszych malarzy indyjskich uprawiał malarstwo olejne. Specjalizował się w tematyce mitologicznej, w tym scen z eposów Mahabharaty i Ramajany, zyskując uznanie indyjskich radżów i brytyjskich administratorów. Malował w europejskim stylu historyzmu, głównie pod wpływem francuskich XIX-wiecznych malarzy akademickich, takich jak William-Adolphe Bouguereau i Gustave Boulanger oraz współczesnego indyjskiego teatru popularnego.
Z powodzeniem wykorzystywał też litografię (oleodruk), przyczyniając się do popularyzacji swoich dzieł na rynku masowym. Był także cenionym portrecistą, dostosowującym styl do gustu swoich mecenasów. Pomagał mu brat, C. Raja Raji Varma, utalentowany malarz plenerowy.

## Galeria

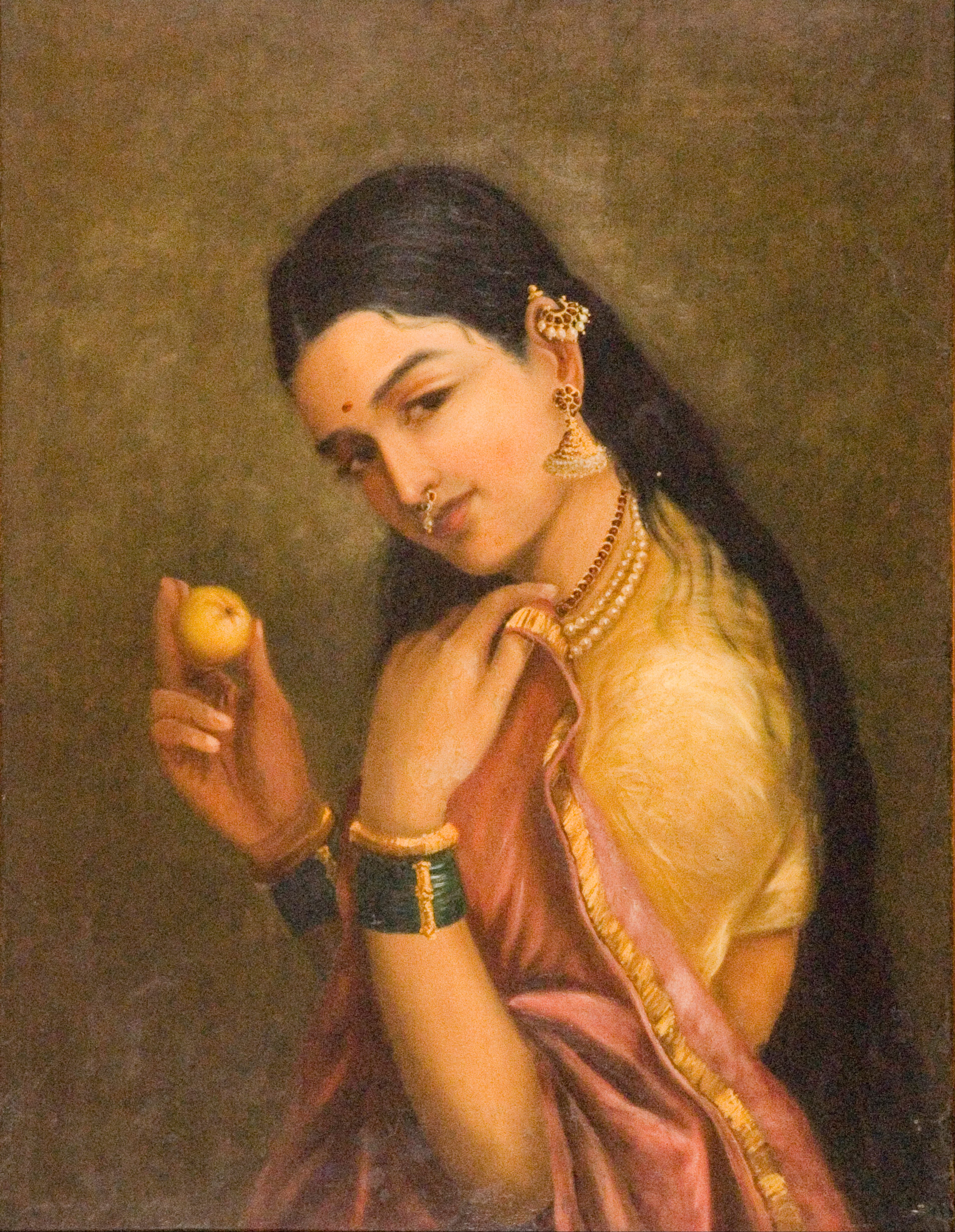
Kobieta trzymająca owoc
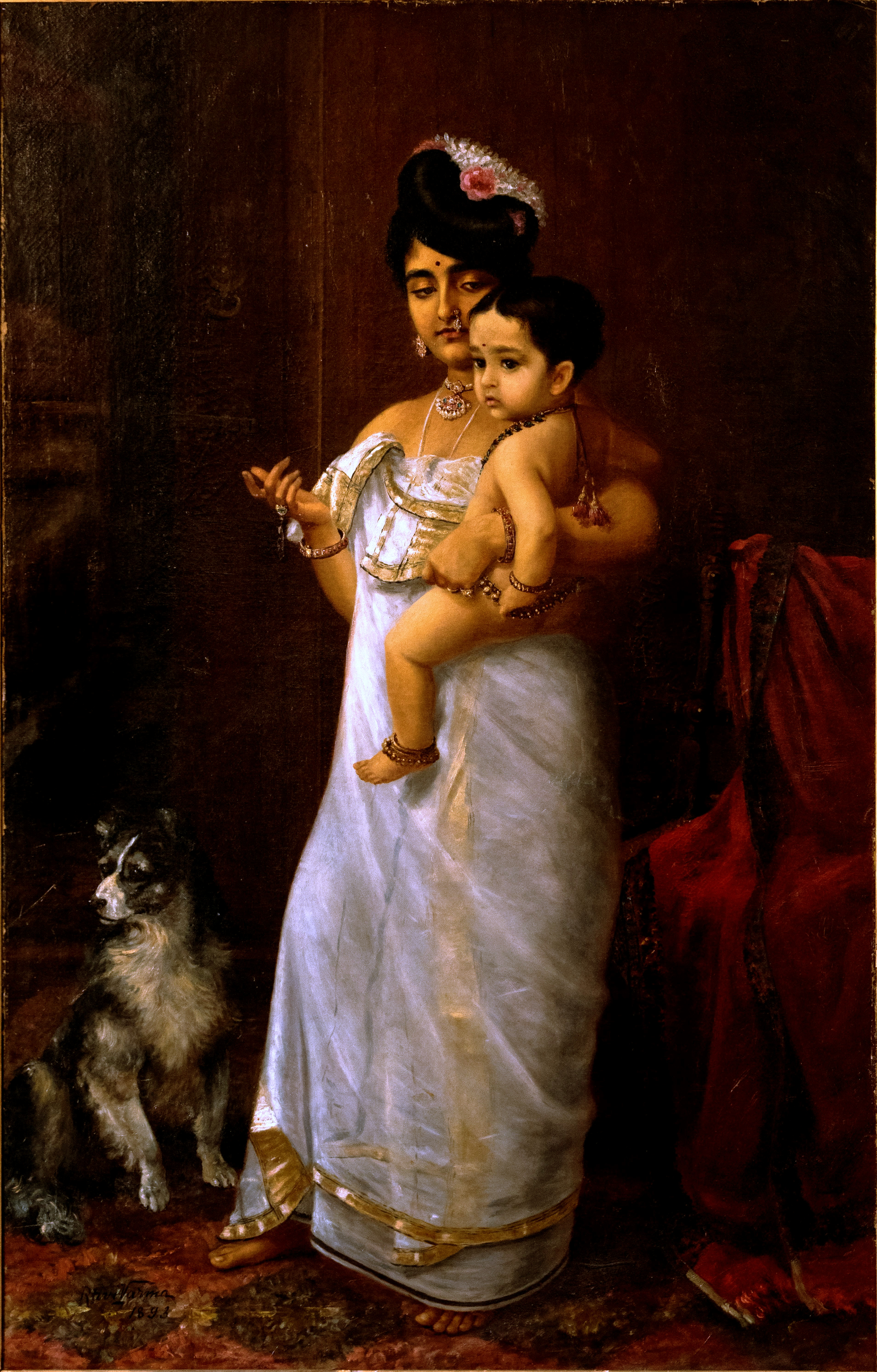
There Comes Papa(inne języki), 1893
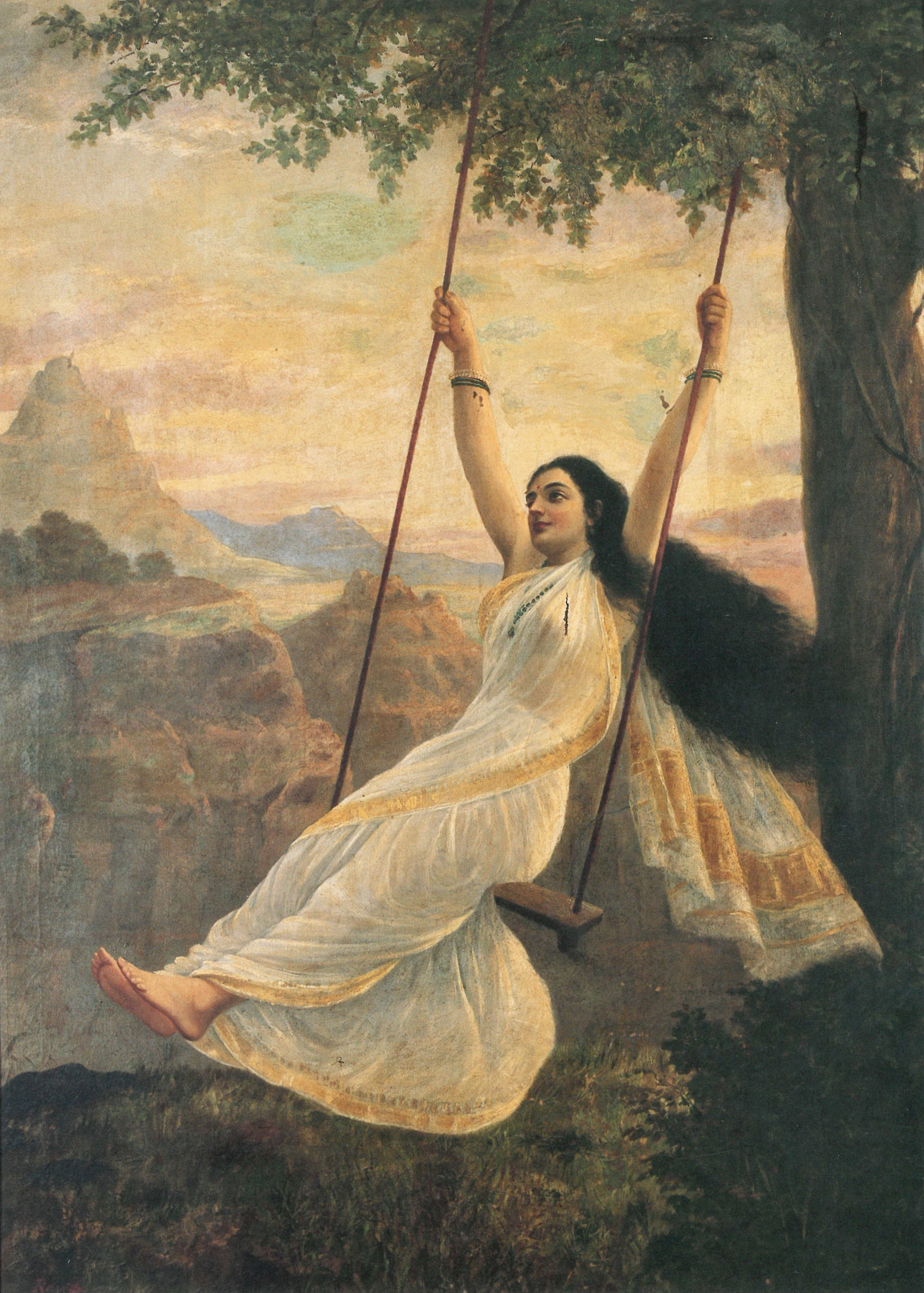
Mohini, 1894
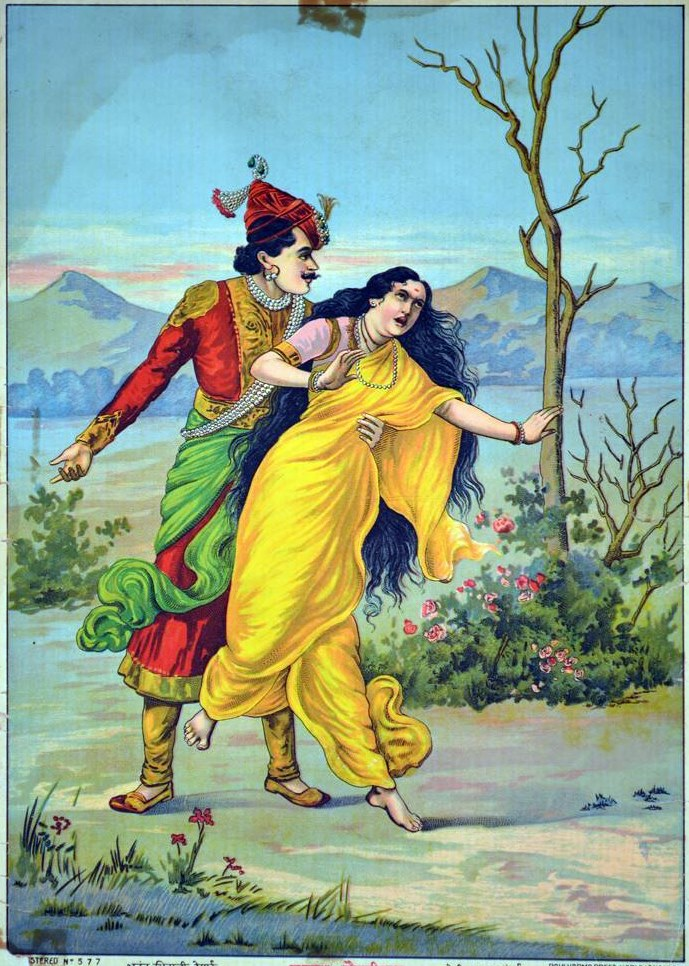
Dźajadratha uprowadza Draupadi
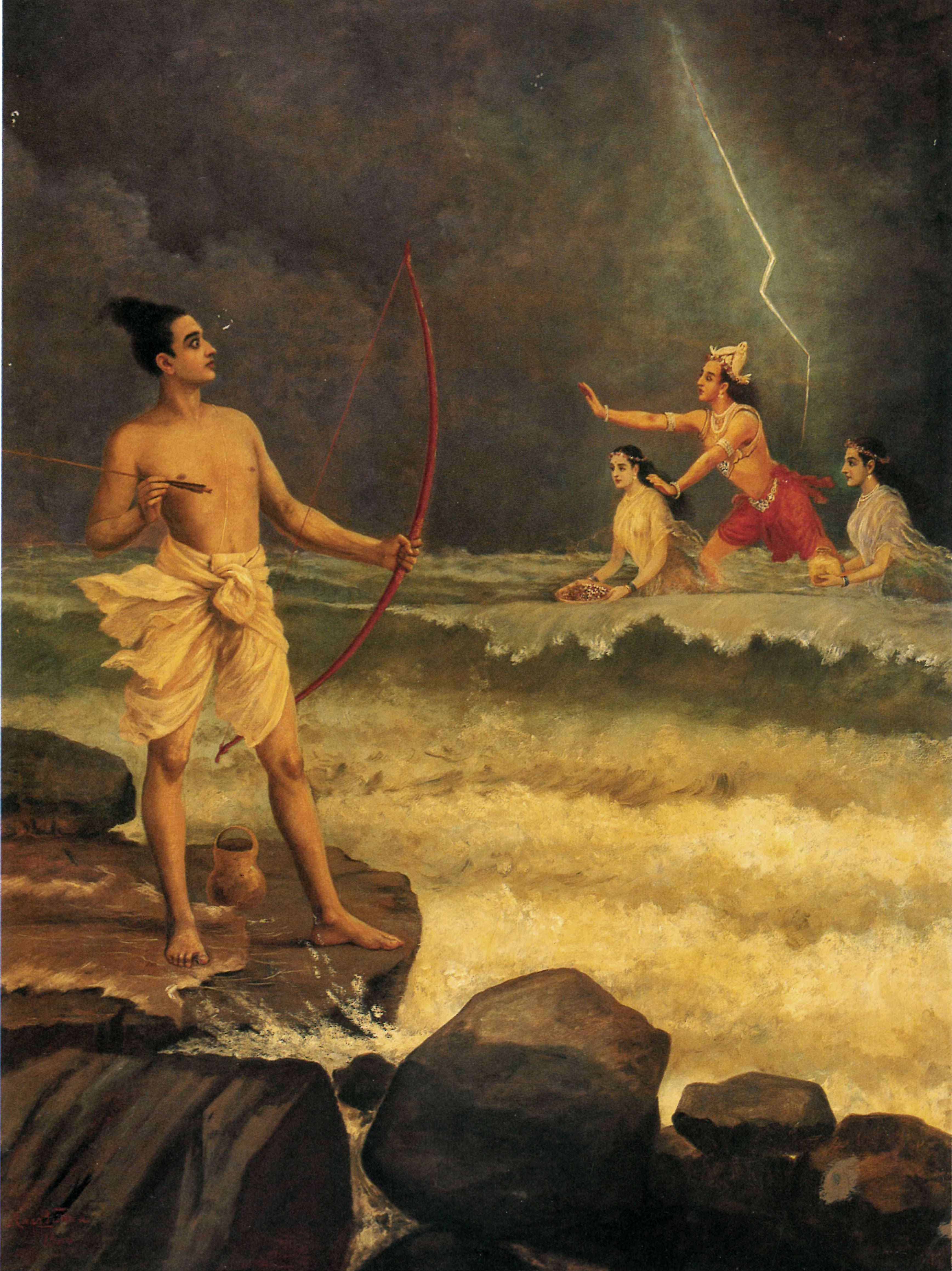
Rama
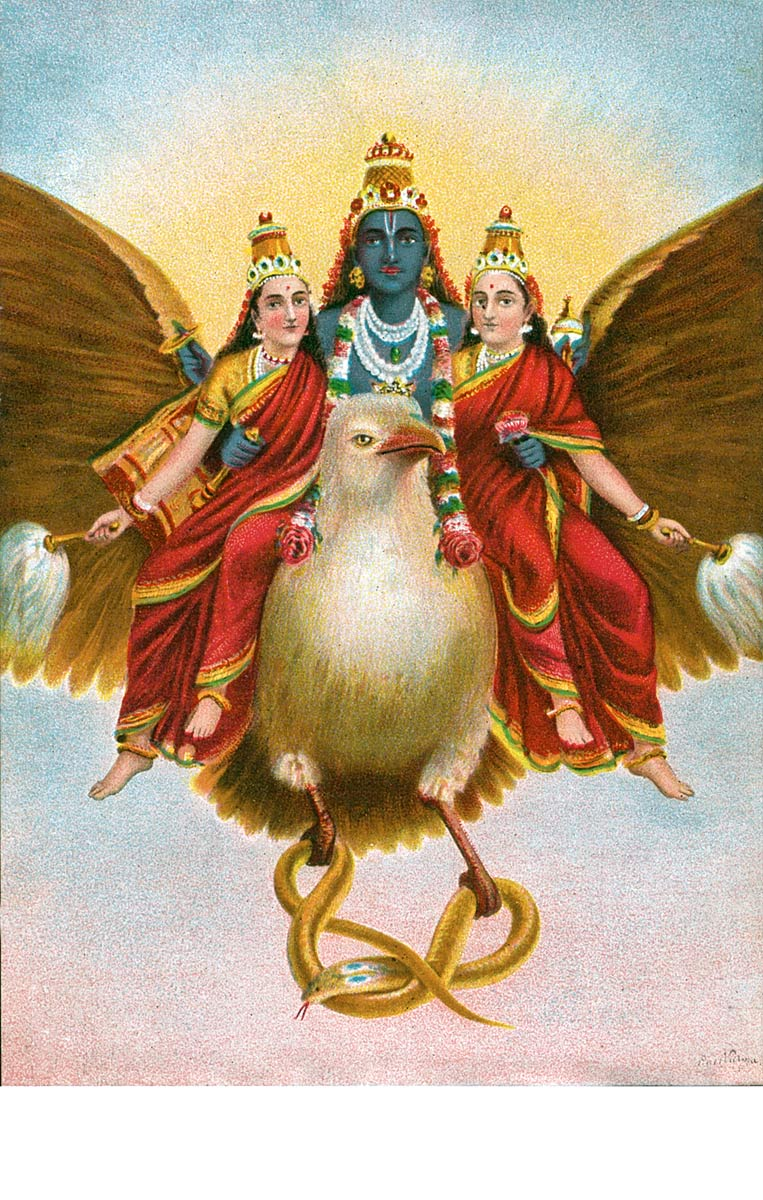
Wisznu
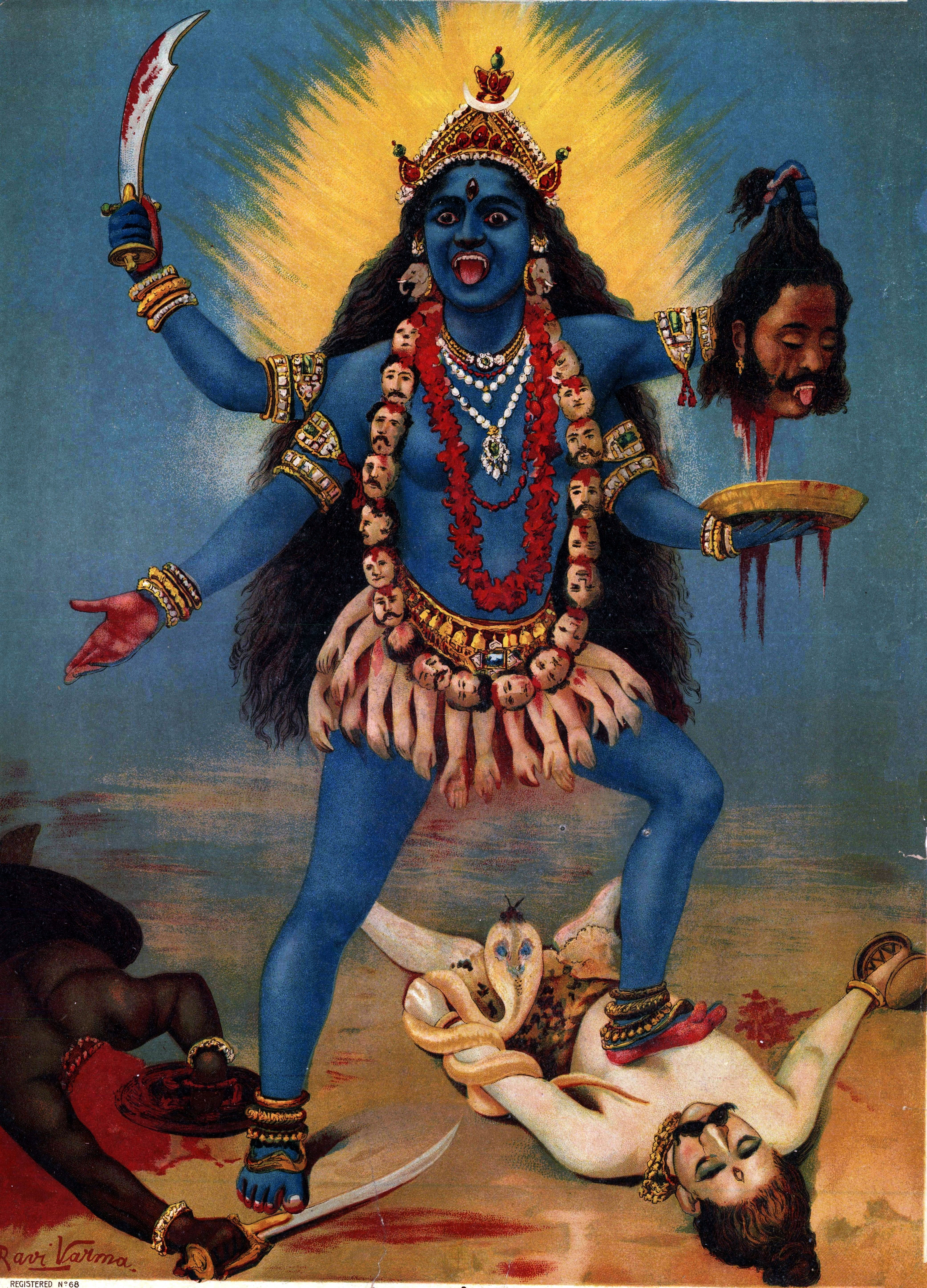
Kali
Vasantika (bogini wiosny)